# Олд Грин (Оклахома)
Олд Грин (енгл. Old Green) насељено је место без административног статуса у америчкој савезној држави Оклахома.

## Демографија
По попису из 2010. године број становника је 315.
| Група             | 2000.    | 2010.       |
| Белци             | 0 (0,0%) | 158 (50,2%) |
| Афроамериканци    | 0 (0,0%) | 2 (0,6%)    |
| Азијати           | 0 (0,0%) | 10 (3,2%)   |
| Хиспаноамериканци | 0 (0,0%) | 11 (3,5%)   |
| Укупно            | 0        | 315         |